# 2MASS J01274352+1354210
2MASS J01274352+1354210 ist ein Brauner Zwerg im Sternbild Fische. Er wurde 2002 von Suzanne L. Hawley et al. entdeckt. und gehört der Spektralklasse L5 an.